# Alexeï Vvedenski
Alexeï Ivanovitch Vvedenski (Алексей Иванович Введенский, ou Vvedensky selon la transcription anglaise), né le 23 février 1898 à Penza et mort en 1972, est un botaniste soviétique renommé pour ses travaux concernant la flore d'Asie centrale.

## Biographie

### Débuts de carrière
Alexeï Vvedenski termine le lycée (Realgymnasium) de Penza en 1916 et commence à s'occuper de botanique en 1917 sous la direction d'Ivan Spryguine (1873-1942) et de Mikhaïl Popov (1893-1955) à la Société des amateurs de sciences naturelles de Penza. Il publie en 1918 à Penza un premier travail consacré à la flore locale. En 1919-1920, il s'occupe de l'herbier du musée d'histoire naturelle de Penza, ainsi que du jardin zoobotanique de Penza, en tant que botaniste-systématicien. En 1920, Vvedenski et quatre collaborateurs partent pour Tachkent sous la direction de Spryguine et Popov, afin de travailler au jardin botanique de l'université d'État d'Asie centrale. Il participe alors à plusieurs expéditions scientifiques dans la région, y compris dans le massif du Mogoltaou en 1923-1924 avec le professeur Popov. Il part en 1927 recueillir des plantes donnant de l'huile essentielle et en 1929 dans l'okroug de Sourkhan-Daria pour étudier et recueillir des plantes ornementales. Il rassemble un herbier important de bulbes, de racines et de graines de plantes du Turkestan soviétique. Il collabore à partir de 1925 à l'herbier de l'université. C'est en 1929 qu'il termine ses études de botaniques à l'université d'Asie centrale. Sa thèse de troisième cycle porte sur les espèces d'Asie centrale de la famille Gagea.
Il rédige et publie en 1924, avec d'autres collaborateurs botanistes, un recueil intitulé Herbarium florae Asiae Mediae qui est remarqué par les experts contemporains. Il traite en effet de vingt-cinq mille espèces, en identifie de nouvelles et fait une recension critique.

### Travaux scientifiques
Vvedenski se fait donc connaître comme expert de la flore d'Asie centrale dont il découvre, identifie et étudie de nouvelles espèces. Parmi les monographies qu'il publie, il s'intéresse en particulier aux familles des Liliaceae (surtout aux aulx et aux tulipes) et des Iridaceae (surtout aux iris). Il fait paraître ses articles dans La Flore d'URSS, La Flore de Turkménie et La Flore d'Ouzbékistan. Vvedenski rédige de manière exhaustive les articles concernant les tulipes dans le quatrième tome de La Flore d'URSS paru en 1935. Il décrit, classe et localise toutes les espèces de tulipes de l'immense territoire de l'URSS. Nonobstant du fait que les tulipes de ces pays et régions ont été étudiées en détail depuis longtemps, Vvedenski en propose une nouvelle classification dont les bases ont été conservées depuis lors grâce notamment aux travaux de la botaniste Zinaïda Botchantseva.
Entre 1929 et 1934, Vvedenski se consacre à l'étude des espèces sauvages de plantes ornementales endémiques d'Asie centrale, en particulier des genres Allium, Tulipa, Eremurus, Iris. Il en introduit de nombreuses sortes en culture. Le professeur Fedtchenko publie un catalogue illustré des espèces sauvages de plantes ornementales d'URSS en 1935 à Moscou qui s'appuie en partie sur les travaux de Vvedenski qui collabore lui-même à l'ouvrage.
Alexeï Vvedenski a pris une part active aux publications de l'université de Tachkent et de l'Académie des sciences d'Ouzbékistan (fondée en 1943) dont il devient membre-correspondant. C'est ainsi que grâce à lui est publiée en 1947 une monographie (qu'il édite et corrige) d'Evgueni Korovine concernant le genre Ferula.

## Quelques publications
- Новый род из семейства губоцветных Phlomidopsis // Тр. Туркест. научн. об-ва. — Tachkent: 1923. — vol. I. — p. 119–122. [Une nouvelle espèce du genre Phlomidopsis] (en collaboration avec M.G. Popov)
- Новые виды туркестанских луков // Тр. Туркест. научн. об-ва. — Tachkent: 1923. — vol. I. — p. 122–126. [Nouvelles espèces d'oignons du Turkestan]
- Определитель растений окрестностей г. Ташкента, вып. I (Polypodiaceae — Urticaceae) / Под ред. М. Г. Попова. — Tachkent: Изд-во САГУ, 1923. — 80 pages [Détermination des plantes des environs de la ville de Tachkent (de Polypodiaceae à Urticaceae)] (en collaboration avec V.P. Dobrov, E.P. Korovine, M.V. Koultiassov, M.G. Popov, I.A. Raïnova)
- Определитель растений окрестностей г. Ташкента, вып. 2 (Urticaceae — Cruciferae) / Под ред. М. Г. Попова. — Tachkent: Изд-во САГУ, 1923. — 80 pages. [Détermination des plantes des environs de la ville de Tachkent (de Urticaceae à Cruciferae)]
- Decas Alliorum novorum ex Asia Media // Бот. мат-лы герб. Бот. сада. — 1924. — vol. 6. — Т. V. — p. 89–96.
- Species novae е montibus Karatau Turkestaniae // Тр. Туркест. научн. об-ва. — 1925. — vol. II. — p. 29–31.
- Araceae — Ароидные, Liliaceae — Лилейные // Флора Туркмении. — 1932. — Т. I. — p. 233–236, 246—316.
- Descriptiones Alliorum novorum // Бюлл. САГУ. — 1934. — vol. 19. — p. 119–130.
- Костёр — Bromus L. // Флора СССР. — 1934. — Т. 2. — p. 554–583. (en collaboration avec V.I. Kretchetovitch, S.A. Nevski, V.V. Sotchava)
- Касатик — Iris L. (section Juno); Лук — Allium L., Тюльпан — Tulipa L., Унгерния — Ungernia Bge. // Флора СССР [La Flore d'URSS]. — 1935. — Т. 4. — p. 557–576, 112—280, 320—364, 481—485.
- Tulipae et Junones novae // Бюлл. САГУ. — Tachkent: 1935. — vol. 21. — p. 147–152.
- Об издании «Флора Узбекистана» // Тр. 1-й Узбекист. науч.-иссл. конф. по растит, ресурсам. — Tachkent: 1937. — p. 229–232. [À propos de la publication de "La Flore d'Ouzbékistan"]
- Eriocaulonaceae — Эриокаулоновые; Liliaceae — Лилейные; Amaryllidaceae — Амариллисовые; Iridaceae — Ирисовые; Диагнозы новых видов // Флора Узбекистана [La Flore d'Ouzbékistan]. — Tachkent, 1941. — Т. 1. — p. 381–382, 394—495, 495—502, 502—522, 537, 540—545. [Diagnostiques de nouvelles espèces...]
- Новые виды растений // Бот. мат-лы гербария Бот. ин-та Узбекист. фил. АН СССР. — Tachkent: 1941. — Т. III. — p. 3–20. (en collaboration avec V.P. Botchantsev) [Nouvelles espèces végétales]
- Новый род семейства губоцветных // Бот. мат-лы гербария БИН им. В. Л. Комарова АН СССР. [Herbier de l'Institut Komarov] — 1941. — vol. 2. — Т. IX. — p. 54–55. |Une nouvelle espèce de la famille des Lamiales
- Новые лилейные Таджикистана // Бот. мат-лы гербария БИН им. В. Л. Комарова АН СССР. [Herbier de l'Institut Komarov] — 1946. — vol. 4—12. — Т. IX. — p. 232–247. [Nouvelles espèces de lis du Tadjikistan]
- Новый вид рода Androsace из Памира // Бот. мат-лы гербария БИН им. В. Л. Комарова АН СССР. [Herbier de l'Institut Komarov] — vol. 4—12, 19. — Т. IX. — p. 213–214. [Une nouvelle espèce du genre Androsace du Pamir] (en collaboration avec P.N. Ovtchinnikov)
- Tulipa binutans Vved. // Бот. мат-лы АН УзССР. — 1952. — № 13.

Alexeï Vvedenski fait paraître des articles et des notes critiques, ainsi que des descriptions de nouvelles espèces dans Schedae ad Herbarium Florae Asiae Mediae ab Universitate Asiae Mediae editum édités dans le bulletin de l'université de Tachkent. En particulier: le no 9 (1925); 11, (1925); 12, (1926); 15, (1927) et les recueils scientifiques de l'université de Tachkent, série VIII (jardin botanique) 3e édition, 1928.

## Espèces dénommées d'après Vvedenski
- (Apiaceae) Scaligeria vvedenskyi Kamelin
- (Asparagaceae) Asparagus vvedenskyi Botsch.
- (Asteraceae) Aster vvedenskyi Bondarenko
- (Brassicaceae) Strigosella vvedenskyi Bondarenko & Botsch.
- (Caryophyllaceae) Silene vvedenskyi Lazkov
- (Chenopodiaceae) Kaviria vvedenskyi (Iljin & Popov) Akhani
- (Crassulaceae) Rosularia vvedenskyi U.P.Pratov
- (Ephedraceae) Ephedra vvedenskyi Pachom.
- (Euphorbiaceae) Andrachne vvedenskyi Pazij
- (Frankeniaceae) Frankenia vvedenskyi Botsch.
- (Gentianaceae) Gentiana vvedenskyi Grossh.
- (Hyacinthaceae) Scilla vvedenskyi Pazii
- (Iridaceae) Iris vvedenskyi Nevski ex Woronow & Popov
- (Juncaceae) Juncus vvedenskyi V.I.Krecz.

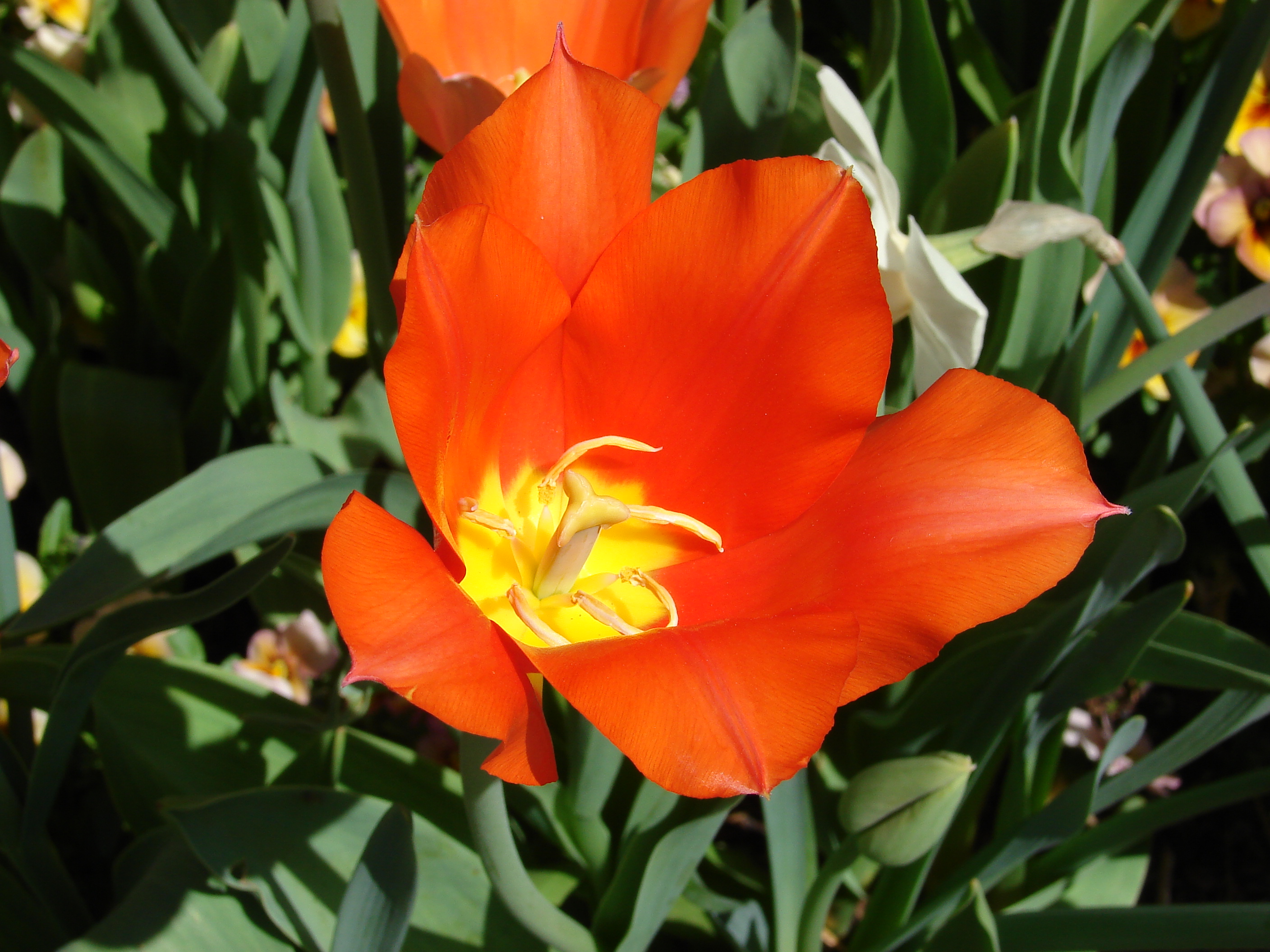
Tulipa vvedenskyi

- (Lamiaceae) Lagochilus vvedenskyi Kamelin & Zuckerw.
- (Leguminosae) Astragalus vvedenskyi Popov
- (Liliaceae) Tulipa vvedenskyi Botschantz.
- (Plumbaginaceae) Acantholimon vvedenskyi Lincz.
- (Poaceae) Elytrigia vvedenskyi Drobow
- (Poaceae) Poa vvedenskyi Drobow
- (Polygonaceae) Polygonum vvedenskyi Sumnev.
- (Ranunculaceae) Ranunculus vvedenskyi Ovcz.
- (Rosaceae) Potentilla vvedenskyi Botsch.
- (Rosaceae) Rosa vvedenskyi Korotkova
- (Rutaceae) Haplophyllum vvedenskyi Nevski
- (Saxifragaceae) Saxifraga vvedenskyi Abdullaeva
- (Scrophulariaceae) Scrophularia vvedenskyi Bondarenko & Filatova
- (Valerianaceae) Valerianella vvedenskyi Lincz.